# Koos de Ronde
Koos de Ronde est un meneur néerlandais spécialisé en attelage à quatre chevaux. Il a notamment été champion du monde par équipe dans la discipline lors des championnats du monde de 2012 et des Jeux équestres mondiaux de 2014.